# David Sproxton
Pour les articles homonymes, voir Sproxton.
David Sproxton, né à Bristol le 6 janvier 1954, est un producteur, réalisateur, scénariste et animateur britannique. Il est cocréateur avec Peter Lord des studios Aardman Animations.

## Filmographie

### Réalisateur
- 1977-1980 : Animated Conversations (2 épisodes)
- 1980 : The Amazing Adventures of Morph
- 1983 : Sales Pitch
- 1983 : On Probation
- 1983 : Palmy Days
- 1983 : Late Edition
- 1983 : Early Bird
- 1986 : Babylon
- 1995 : The Morph Files
- 1997 : Owzat

### Scénariste
- 2014 : Morph

### Producteur
- 1983 : On Probation
- 1992 : Adam
- 1992 : Never Say Pink Furry Die
- 1993 : Loves Me... Loves Me Not
- 1993 : Not Without My Handbag
- 1993 : Un mauvais pantalon
- 1995 : The Morph Files (13 épisodes)
- 1995 : Pib and Pog
- 1995 : Rasé de près
- 1996 : Wat's Pig
- 1997 : Stage Fight
- 1997 : Owzat
- 1998 : Rex the Runt (1 épisode)
- 1999 : Humdrum
- 1999 : Swearing
- 1999 : Sneeze
- 1999 : Sex Education
- 1999 : Road Hog
- 1999 : Queen's Speech
- 1999 : Lovebite
- 1999 : Headlights
- 1999 : Cotton Bud
- 1999 : Captain Thunderpants
- 1999 : Barf
- 2000 : Kidnap
- 2000 : Chicken Run
- 2000 : Wee Wee
- 2000 : Speed
- 2000 : Horror
- 2000 : Hoax Call
- 2000 : Hardface
- 2000 : Comfy
- 2000 : Backward Writing
- 2001 : Chunga Chui Leopard Beware
- 2001 : Bone
- 2001 : Blood Juice
- 2001 : Ernest
- 2003-2006 : Creature Comforts (26 épisodes)
- 2005 : Tales for the Rest of Us
- 2005 : Ramble On
- 2005 : Wallace et Gromit : Le Mystère du lapin-garou
- 2006 : Off Beat
- 2006 : Purple and Brown
- 2006 : Souris City
- 2007 : The Peculiar Adventures of Hector
- 2007 : The Pearce Sisters
- 2007-2010 : Shaun le mouton (48 épisodes)
- 2008 : Chop Socky Chooks (26 épisodes)
- 2008 : Sacré Pétrin
- 2009-2012 : Timmy Time (37 épisodes)
- 2010 : Wallace and Gromit's World of Invention (6 épisodes)
- 2011 : The Itch of the Golden Nit
- 2011 : Pythagasaurus
- 2011 : Mission : Noël
- 2012 : Les Pirates ! Bons à rien, mauvais en tout
- 2012 : So You Want to Be a Pirate!
- 2014-2015 : Morph (7 épisodes)
- 2015 : Shaun le mouton

### Animateur
- 1965-1976 : Déclic
- 1977 : Take Hart (1 épisode)
- 1977-1980 : Animated Conversations (2 épisodes)
- 1983 : Sales Pitch
- 1983 : Palmy Days
- 1983 : Late Edition
- 1983 : Early Bird
- 1986 : Babylon
- 1986 : Pee-wee's Playhouse (2 épisodes)